# Гиббонс, Лиза
Ли́за Ким Ги́ббонс (англ. Leeza Kim Gibbons; род. 26 марта 1957, Хартсвилл, Южная Каролина, США) — американская журналистка и телеведущая.

## Биография
Лиза Ким Гиббонс родилась 26 марта 1957 года в Хартсвилле (штат Южная Каролина, США) в семье бывшего государственного инспектора образования и владельца антикварного магазина Карлоса Гиббонса и Глории Джин Гиббонс (1936—22.05.2008, умерла от осложнений болезни Альцгеймера). У Лизы есть брат и сестра — Карлос Гиббонс-младший и Камиль Гиббонс. Гиббонс выросла в Аймо, что в пригороде Колумбии, где окончила среднюю школу. После окончания средней школы, Гиббонс окончила Школу журналистики и массовых коммуникаций Университета Южной Каролины, где она была членом Delta Delta Delta.

## Карьера
Она наиболее известна как корреспондент и соведущая «Entertainment Tonight» (1984—2000), а также за её собственное дневное ток-шоу «Leeza» (1993—2000). В 2013 году её книга «Take 2» стала бестселлером «Нью-Йорк таймс», и она выиграла дневную «Эмми» в номинации «Выдающаяся ведущая программы о стили жизни или путешествиях» за ведение шоу «Мое поколение» на PBS. 16 февраля 2015 года Лизу назвали победителем «Celebrity Apprentice», собрав $ 714,000 для её благотворительной деятельности Leeza's Care Connection.

## Личная жизнь
В 1980—1982 годы Лиза была замужем за Джоном Хиксом.
В 1989—1991 годы Лиза была замужем за актёром Кристофером Куинтеном. У бывших супругов есть дочь — Джордан Александра Куинтен (род. 1989).
В 1991—2005 годы Лиза была замужем за актёром, архитектором и изобретателем Стивеном Медоузом. У бывших супругов есть два сына — Трой Медоуз (род. 1992) и Нейтан Дэниел Медоуз (род. 1997).
С 20 апреля 2011 года Лиза замужем в четвёртый раз за писателем Стивеном Фентоном.

## Избранная фильмография
| Год  |   | Русское название    | Оригинальное название | Роль              |
| ---- | - | ------------------- | --------------------- | ----------------- |
| 2002 | с | Клиент всегда мёртв | Six Feet Under        | в роли самой себя |